# William Teron
William (Bill) Teron, OC (* 15. November 1932 in Gardenton; † 12. März 2018 in Ottawa) war ein kanadischer Immobilien-Geschäftsmann, der als „Vater von Kanata“ bekannt war.

## Geschichte
William Teron wurde 1932 in Gardenton, Manitoba geboren. Als er 18 Jahre alt war, zog er nach Ottawa und gründete sein eigenes Unternehmen „Golden Ridge Developments Ltd“. Er ist verantwortlich für die zwei Vorstadt-Projekte im Ottawa-Gebiet.
- Er wandelte Bells Corners in eine „Garten-Vorstadt“. Vor dem Bau von Wohngebieten wurde es in den frühen 60ern Lynwood Park und Arbeatha Park genannt.
- Vor allem wurde er durch den Bau der Stadt Kanata bekannt, wo vorher nur eine Grünfläche des Stadtgebiets March war.

Von 1973 bis 1979 war er Geschäftsführer und Präsident der „Canada Mortgage and Housing Corporation“ (CMHC). Außerdem war er Gründer von „Teron International Building Technologies“.
1982 erhielt er die Auszeichnung zum Officer of the Order of Canada.
Er starb am 12. März 2018 im Alter von 85 Jahren.